# 福井文雅
福井 文雅（日语：／ Fukui Fumimasa/Bunga，1934年6月6日—2017年5月4日)生於日本東京，是一位日本的佛教學者、中國學者、天台宗勸學的權大僧正。為日光山輪王寺內的唯心院住持及早稻田大學的榮譽教授。 他的父親是福井康順，弟弟是福井重雅。 父親和弟弟都是出名的中國學者和天台宗僧侶。

## 簡介
福井畢業于早稻田大學附屬的高等學院、早稻田大學第一文學院主修東洋哲學。 福井在早稻田深造，並在那裡獲得碩士和博士學位。 他出國留學法國，是保羅·戴密微（1894-1979）、康德謨（1910-2002）和石泰安（1911-1999）的學生。:699 – 700福井後來成為早稻田大學的教授。 福井專攻《心經》歷史文獻學和道教的形成理論。 在中國文化大革命期間，他幫助許多法國中國學家獲得拜訪日本的研究機構、修道院和大學的機會。:700 – 701
1991年，他因其卓越的學術成就被授予法國學術界棕櫚葉勳章的騎士勳位。2014年，他被授予日本瑞寶章。他是第17届和第18届日本學術會議的會員。 從1996年到2004年，他是早稻田大學佛教青年會的第八任主席。 他七十歲退休了。2017年5月4日他圓寂了。

## 著作
- 福井文雅,  [般若心經的歷史研究], 春秋社, 1987, ISBN 978-4393111284 （日语、中文及英语）

- 福井文雅,  [與歐美的東洋學比較論], 隆文館, 1991A, ISBN 978-4897473147 （日语）

- 福井文雅,  [中國思想研究與現代], 隆文館, 1991B, ISBN 978-4897473154 （日语）

- 福井文雅, , 福井文雅; Gérard Fussman [杰拉德·福斯曼]  (编),  [佛教與地方文化：一些相互適應的案例：1991年9月法日會議錄], Ecole française d'Extrême-Orient (法國遠東學院), 1994A, ISBN 978-2855396019 （法语）

- 福井文雅,  [漢字文化圈的思想與宗教 儒教、佛教、道教], 隆文館, 1998, ISBN 978-4795253933 （日语）

- 福井文雅,  [般若心經的綜合研究：歷史·社會·資料], 春秋社, 2000, ISBN 978-4393112045 （日语）

- 福井文雅,  [道教的歷史和構造：補充修訂版本], 隆文館, 2000, ISBN 4906673015 （日语）

- 福井文雅,  [漢字文化圈的坐標], 隆文館, 2002, ISBN 978-4896197419 （日语、中文、英语及法语）

- 福井文雅,  [般若心經訓練], 一ツ橋書店, 2005, ISBN 978-4565076007 （日语）

- 福井文雅,  [亞洲思想概論], 隆文館, 2006, ISBN 978-4896197433 （日语）

- 福井文雅,  [《心經》研究的現狀 作者：福井文雅] (PDF), Comptes rendus des séances de l'Académie des Inscriptions et Belles-Lettres [法國銘文與文學科學會報告], 2007, (151 – 2): 695 – 704 （法语）[]

- 福井文雅,  [歐洲的東方學與般若心經研究的歷史], 隆文館, 2008, ISBN 978-4896197440 （日语）

- 福井文雅; Colette Godard (柯萊特·高達),  [中國和日本 – 世界宗教], Blood & Gay, 1966 （法语）

- 福井文雅, 牧田諦亮 , 编,  [敦煌與中國佛教 講座敦煌 7] 7, 大東出版社, 1984, ISBN 4500004564 （日语）

- 福井文雅; 新田大作 (编),  [挑戰漢和詞典], 福武書店, 1991C, ISBN 978-4828804309 （日语）

- 福井文雅, 山田利明; 前田繁樹 , 编,  [道教與中國思想 講座道教 4] 4, 雄山閣, 1991D, ISBN 978-4639016946 （日语）

- 福井文雅; 野口鉄郎; 坂出祥伸; 山田利明 (编),  [道教百科詞典], 平河出版社, 1994B, ISBN 978-4892032356 （日语）

- 福井文雅 (编),  [東方學的新觀點], 隆文館, 2003, ISBN 978-4896197426 （日语）

## 著作中文譯
- 福井文雅, 由郭自得; 郭長城翻译, , 敦煌學 (台北), 1983, 6: 17–30 （中文）
- 福井文雅,  [漢字文化圈的思想與宗教:儒教、佛教、道教], 由徐水生; 張谷翻译, (原版日語), 武漢大學出版, 2010, ISBN 9787307076211

## 福井文雅譯作品
- 謝和耐,  [古代中國], 由福井文雅翻译, (原版法語:La Chine Ancienne), 白水社/Collection Que sais-je?, 1965 （日语）

- 陳觀勝,  [佛教與中國社會], 叢書・仏教文化の世界, 由福井文雅; 岡本天晴翻译, (原版英語:The Chinese Transformation of Buddhism), 金花舎, 1981 （日语）

- 石泰安,  [中文:盆栽的宇宙誌], アジア文化叢書[中文:亞洲文化叢書], 由福井文雅; 明神洋翻译, (原版法語:Jardins en miniature d'Extreme-Orient), せりか書房, 1985, ISBN 978-4796701433 （日语）

- 福井文雅; 松尾良樹 (编),  [大乘佛典  中國・日本篇: 敦煌 1 第10卷] 10, 由福井文雅; 松尾良樹; 津田真一翻译, (原版日語及中文)), 中央公論新社, 1992, ISBN 978-4124026306 （日语）

## 外部鏈接
- CiNii>福井文雅 （页面存档备份，存于） (日語）
- INBUDS>福井文雅 （页面存档备份，存于） (日語）
- ,   [2021-11-17], （原始内容存档于2021-11-17） （中文）